# The Delfonics
The Delfonics foi um grupo norte-americano de R&B formado em 1965, na Filadélfia. A banda é considerada uma das primeiras e mais importantes da Philadelphia Soul, tendo sido mais popular entre o final da década de 1960 e começo dos anos setenta.

## Carreira
Os irmãos William e Wilbert Hart fundaram o grupo no início dos anos 1960, que ficaria conhecida em toda Filadélfia. Mais tarde, Randy Cain comporia o trio. Já na gravadora Cameoeles foram apresentados ao produtor Thom Bell, homem que os tornariam famosos e que trabalhava com Chubby Checker. Bell sonhava em criar uma "versão Filadélfia" da Motown e ajudou a angariar a carreira dos Delfonics.
O Philadelphia Soul era mais leve do que o soul tradicional, foi muito influenciado pelo álbum "Wall of Sound" (de Phil Spector), mas solidamente baseou-se no som doo-wop dos anos cinqüenta.
Logo no álbum de estreia, em 1968, "La-La (Means I Love You)" chegou ao segundo lugar na parada black e ao quarto da pop nas listas da Billboard. No ano seguinte, seria a vez de "You Got Yours And I'll Get Mine" tornar-se hit do grupo, assim como "Didn't I (Blow Your Mind This Time)" e "Trying To Make A Fool Of Me", ambas de 1970.
Em 1971, Randy Cain deixou o grupo e formou, dois anos depois, o Blue Magic. Cain foi substituído por Major Harris. Mas após Thom Bell ter deixado de produzir o grupo para assumir os Stylistics, os Delfonics entraram em declínio e acabaram em 1974.

## Membros
- William Hart
- Wilbert Hart
- Randy Cain
- Major Harris

## Discografia
- 1969: La La Means I Love You
- 1969: Sound Of Sexy Soul
- 1969: Super Hits
- 1970: The Delfonics
- 1972: Tell Me This Is a Dream
- 1974: Alive & Kicking
- 1998: Back 2 Back: Delfonics and Chi-Lites
- 1998: The Professionals
- 1998: Greatest Hits & More
- 1999: Forever New (Volt)(f. Wm. Hart-Major Harris-Frank Washington)
- 2000: Didn't I Blow Your Mind
- 2003: Delfonics Collection (f. Wm. Hart-Garfield Fleming-Johnny Johnson)
- 2005: Love Songs
- 2006: La La Means I Love You (f. Wm. Hart-Garfield Fleming-Johnny Johnson)
- 2006: Delfonics R'n'B Soul (Direct Source) (f. Wm. Hart-Garfield Fleming-Johnny Johnson)

### Canções notáveis
| Título (Ano)                                             | Posição Parada EUA | Posição Parada GBR | Posição Parada R&B/Soul (Top 10) |
| -------------------------------------------------------- | ------------------ | ------------------ | -------------------------------- |
| "La La Means I Love You" (1968)                          | #4                 | #19                | #2                               |
| "Break Your Promise" (1968)                              | #35                |                    |                                  |
| "Ready Or Not Here I Come (Can't Hide From Love)" (1969) | #35                |                    |                                  |
| "You Got Yours and I'll Get Mine" (1969)                 | #40                |                    | #6                               |
| "Didn't I (Blow Your Mind This Time?)" (1970)            | #10                | #22                | #3                               |
| "Trying To Make a Fool of Me" (1970)                     | #40                |                    | #8                               |
| "Hey Love" / "Over and Over" * (1968)                    |                    |                    | #9                               |
| "When You Get Right Down to It"                          |                    |                    |                                  |
| "I Don't Want To Make You Wait"                          |                    |                    |                                  |
| "I Told You So"                                          |                    |                    |                                  |

* O lado B de "Over and Over", "Hey! Love", chegou à posição 17 na parada R&B/Soul.